# Andorra (1964)
Der Film Andorra aus dem Jahr 1964 ist eine westdeutsche Verfilmung des Theaterstücks Andorra des Schweizer Dramatikers Max Frisch. Der Film wurde am 18. Oktober 1964 uraufgeführt.

## Handlung
Am Vortag des Sanktgeorgstags weißelt die 19-jährige Andorranerin Barblin das Haus ihres Vaters, des Lehrers Can, und wird vom Soldaten Paider, der ein Auge auf sie hat, mit plumpen Sprüchen belästigt. Die Andorraner haben Angst vor dem Nachbarvolk der „Schwarzen“, die Andorra aus Neid auf seine weißen Häuser überfallen könnten. Die „Schwarzen“ sind bekannt dafür, Juden zu verfolgen und zu ermorden.
Andri, der jüdische Pflegesohn des Lehrers Can, möchte Barblin heiraten und freut sich, dass er seine Stelle als Küchenhilfe beim Wirt bald für eine Tischlerlehre aufgeben kann. Andri traut sich nicht, Barblins Vater von der Verlobung zu erzählen, da es wie Undankbarkeit aussehen könnte, wenn er die Tochter seines Pflegevaters verführt. Doch auch in Andorra ist Andri mit antisemitischen Vorurteilen konfrontiert. Im Verlauf der Handlung werden die Aussagen der Beteiligten eingespielt, die sich unschuldig am späteren Schicksal Andris wähnen; einzig Pater Benedikt wird sich fragen, ob er nicht auch Mitschuld an den Vorkommnissen trägt. 
Als Lehrer Can mit dem Tischler Prader über eine Tischlerlehre für Andri verhandelt, stellt der Tischler eine hohe Geldforderung für die Lehre und meint, Andri solle lieber Verkäufer werden. Während des Gesprächs fällt Lehrer Can ein Pfahl mit Strick auf, der kurz vorher noch nicht dastand. Soldat Paider lässt Andri auf plumpe Art und Weise seinen Antisemitismus spüren. Als Tischler Prader Andri unterstellt, einen mangelhaften Stuhl gezimmert zu haben, begehrt Andri auf. Geselle Fedri kennt die Wahrheit, schweigt aber. Prader weist Andri nun die Verantwortung für die Bestellungen zu, da diese Tätigkeit für ihn besser geeignet sei. Auch Doktor Ferrer, der im Ausland Karriere machen wollte und dann nach Andorra zurückgekehrt ist, um Amtsarzt zu werden, verärgert Andri mit einer antisemitischen Äußerung.
Schließlich fasst Andri Mut und hält bei Lehrer Can um Barblins Hand an. Erschrocken lehnt Lehrer Can Andris Anliegen ab. In einem Selbstgespräch von Lehrer Can erfährt der Zuschauer, dass Andri sein Sohn ist und Andri und Barblin somit Halbgeschwister sind. Als Andri des Nachts vor Barblins Tür liegt und aus dem Schlaf erwacht, erscheint Can und versucht, Andri zu erklären, dass er sein Sohn ist, findet bei Andri aber kein Gehör. Als Andri zu Barblin will, erscheint Paider. Andri nimmt an, Barblin sei ihm untreu geworden. In Wahrheit wurde Barblin von Paider vergewaltigt.
Andri sucht bei Pater Benedikt Rat in seiner Verwirrung um seine Identität. Der Pater versucht zu helfen, hat dabei aber nur mäßigen Erfolg, als schließlich auch er Vorurteile äußert. Am Ende rät der Pater Andri, sich selbst anzunehmen.
In einer Diskussion um einen möglichen Angriff der „Schwarzen“ auf Andorra hält Doktor Ferrer einen solchen für unmöglich, da Andorra in der Welt beliebt sei. Kurz darauf trifft die Senora, eine „Schwarze“, ein. Als Soldat Paider und seine Freude Andri provozieren und schließlich auf ihn einschlagen, kann die Senora Schlimmeres verhindern. Die Senora ist Andris Mutter und lässt sich von Andri zu Lehrer Can bringen. Als sie eine Erklärung verlangt, warum Lehrer Can die Lüge vom „jüdischen Pflegesohn“ in die Welt gesetzt hat, erklärt sich Lehrer Can bereit, die Wahrheit öffentlich zu machen. Auch Pater Benedikts Versuch, Andri über seine wahre Identität aufzuklären, schlägt fehl, da Andri an seiner Identität als Jude festhält, die ihm die ganze Zeit über von seinem Umfeld suggeriert worden war.
In der Zwischenzeit fällt die Senora, die für eine „Spitzelin“ gehalten wird, einem Steinwurf zum Opfer. Durch die Falschaussage des Wirtes, des wahren Steinewerfers, wird Andri für den Täter gehalten. Als die „Schwarzen“ Andorra angreifen, geben die Andorraner ihre Waffen ab und biedern sich den „Schwarzen“ an. Lehrer Can versucht ein letztes Mal – jedoch vergeblich –, Andri von der Wahrheit zu überzeugen.
Obwohl Andri Barblin ihre angebliche Untreue vorwirft, versucht sie, ihn vor der Verfolgung als angeblicher Jude zu retten. Andri wird von Soldat Paider und seinen Kumpanen abgeführt; ihm droht die „Judenschau“. Kurz vor Beginn der „Judenschau“ versucht Lehrer Can – wiederum vergeblich –, den Andorranern die Wahrheit zu sagen. In der „Judenschau“ wird Andri als Jude identifiziert; auch diesmal hört niemand auf Lehrer Cans Beteuerungen. Andri wird der Finger mit dem Ring der Senora, den diese ihm bei ihrem Abschied geschenkt hatte, abgehackt; er selbst wird hingerichtet.
Nach den Geschehnissen erhängt sich Lehrer Can im Lehrerzimmer, Barblin verliert vor Verzweiflung den Verstand und weißelt den Schauplatz der „Judenschau“.

## Produktion und Ausstrahlung
Der Film wurde 1964 im Studio Hamburg für den Norddeutschen Rundfunk produziert. Er ist eine Fernsehfassung des  Theaterstücks Andorra in der Inszenierung von Kurt Hirschfeld, die am  2. November 1961 im Schauspielhaus Zürich uraufgeführt wurde. Auch die Darsteller sind diejenigen der Zürcher Uraufführung. Fernsehregie führte Gert Westphal, der gleichzeitig auch die Rolle des Jemand spielte. Der Film wurde am 18. Oktober 1964 in der ARD und auf SF DRS ausgestrahlt.

## Rezeption
Die Kritik lobte den Film. Joachim Holm beschrieb Andorra in der Anderen Zeitung als „Max Frisch bestes Stück“, „ein konsequentes Aufklärungsstück“, wie es von Bertolt Brecht abgesehen „bisher keinem deutschsprachigen Dramatiker geglückt ist“. Dabei habe die Fernsehumsetzung die Wirkung noch gesteigert: „Es ist erstaunlich, dass das Stück vom Bildschirm her zwingender wirkte als auf der Bühne.“
Auch aus heutiger Sicht hält Sabine Wolf den Film für sehenswert, da er „ganz im Sinne Frischs zustande gekommen“ sei, der intensiv an Kurt Hirschfelds Uraufführung mitgearbeitet hatte.